# Dialium guianense
Dialium guianense ist ein Baum in der Familie der Hülsenfrüchtler in der Unterfamilie der Johannisbrotgewächse aus dem mittleren bis nördlichen Südamerika bis nach Zentralamerika und ins südliche Mexiko. Die Art ist nicht mit Dialium guineense Willd. aus Afrika zu verwechseln.

## Beschreibung
Dialium guianense wächst als halbimmergrüner Baum bis über 30 (45) Meter hoch. Der Stammdurchmesser erreicht bis über 90 Zentimeter. Es werden größere, höhere Brettwurzeln ausgebildet.
Die wechselständigen und kurz gestielten Laubblätter sind, oft wechselnd, gefiedert mit bis etwa 10 Blättchen. Der Blattstiel ist bis etwa 2 Zentimeter lang, die kahle Rhachis bis zu 13 Zentimeter. Die leicht ledrigen, fast kahlen, kurz gestielten, eiförmigen bis elliptischen, ganzrandigen und spitzen bis zugespitzten Blättchen sind bis 12 Zentimeter lang. Es sind kleine Nebenblätter vorhanden.
Es werden end- oder achselständige, vielblütige, bräunlich behaarte und rispige, thyrsige Blütenstände gebildet. Die kleinen, zwittrigen und kurz gestielten Blüten mit einfacher Blütenhülle sind bräunlich, grün-gelb, die Kronblätter fehlen. Der flache Blütenboden (Diskus) ist behaart. Die 5 ungleichen, ausladenden Kelchblätter sind bis 3 Millimeter lang und außen dicht behaart, innen nur leicht. Es sind nur 2 kurze Staubblätter vorhanden. Der oberständige und einkammerige Stempel mit kurzem Griffel ist behaart.
Es werden eiförmige bis verkehrt-eiförmige oder ellipsoide, bis 3 Zentimeter lange und ein- bis zweisamige, bräunlich-violette, fast kahle Früchte (Camara; der Samen liegt hier frei im festen Perikarp bzw. im harten Endokap, oder eine Steinfrucht) gebildet. Die harte Schale ist brüchig, das beige Perikarp ist fest und fibrös. Die abgeflachten, braunen Samen sind bis 1 Zentimeter lang.

## Taxonomie
Das Basionym wurde 1775 als Arounia guianensis von Jean Baptiste Christophe Fusée Aublet in Histoire des Plantes de la Guiane françoise ... Band 1, Seite 16 erstbeschrieben. Die Art wurde dann 1939 von Noel Yvri Sandwith in Lloydia; a Quarterly Journal of Biological Science Band 2, Seite 184 als Dialium guianense (Aubl.) Sandwith in die Gattung Dialium gestellt.

## Verwendung
Das sehr schwere, hart und beständige Holz, Eisenholz, wird vielfältig genutzt.
Die Früchte sind essbar und ähnlich wie die des Tamarindenbaums.